# CZ 75 P-07 Duty
Pistole CZ 75 P-07 Duty je výrobek České zbrojovky Uherský Brod (CZUB) uvedená na trh v roce 2009. Jedná se o samonabíjecí pistoli kompaktní velikosti ráží 9 mm Luger, .40 S&W, 9 mm Browning, nebo 9x21mm IMI s plastovým rámem, ocelovým závěrem a uzamykáním hlavně modifikovaným Browningovým systémem kvadratickým koncem hlavně do zvětšeného výhozního okénka. Pistole je vybavena spoušťovým mechanismem SA/DA (typ CZ Omega). Kapacita zásobníku je 16 nábojů 9 mm Luger. Ovládací prvky tvoří záchyt závěru (střelecká pohotovost) a vnější mechanická pojistka, která lze snadno zaměnit za páku vypouštění kohoutu. Dalšími pojistnými prvky je blokace úderníku (pádová pojistka) a bezpečnostní ozub bicího kohoutu. V přední části plastového rámu pod hlavní je lišta MIL-STD-1913, na kterou lze upevnit taktickou svítilnu nebo laserový zaměřovač. V roce 2013 nahrazena novým modelem CZ P-07, zmizel odkaz na CZ 75 a označení Duty.

## Základní údaje
- Typ: samonabíjecí pistole
- Místo původu: Česká republika
- Navrženo: 2007
- Výrobce: Česká zbrojovka Uherský Brod (CZUB)
- Vyrobeno: 2009 - současnost
- Ráže: 9x19mm Parabellum, 9x21mm IMI ,.40 S&W
- Kapacita zásobníku: 16,16,10 nábojů
- Délka: 185mm
- Výška: 138mm
- Šířka: 35mm
- Hmotnost bez nábojů:770 g
- Hmotnost nabité zbraně: cca 1000 g